# Pleasant Valley (Missouri)
Pleasant Valley – miasto w Stanach Zjednoczonych, w stanie Missouri, w hrabstwie Clay.